# Biblia Paulistów
Biblia Paulistów – katolicki przekład Pisma Świętego, dokonany przez biblistów z Towarzystwa Świętego Pawła.

## Historia przekładu
Pierwszy projekt z roku 1995 dotyczył stworzenia nowego wydania Biblii o charakterze duszpasterskim. Edycja ta miała wykorzystywać tekst Biblii Tysiąclecia, a jedynie przypisy, komentarze i wstępy miały być przygotowane przez polskich i zagranicznych egzegetów. Koncepcję tę wpierał m.in. bp Kazimierz Romaniuk. Jednak wydawnictwo Pallotinum nie zgodziło się na wykorzystanie tekstu Biblii Tysiąclecia, dlatego pauliści zdecydowali się na przygotowanie odrębnego przekładu.
Prace nad przekładem rozpoczęto w marcu 1996 z inicjatywy Międzynarodowego Katolickiego Towarzystwa Biblijnego (SOBICAIN), które jest częścią Towarzystwa Świętego Pawła. Do współpracy zaproszono wielu biblistów z polskich ośrodków teologicznych, jak też grono polonistów, czuwających nad poprawnością i komunikatywnością języka polskiego. Od strony merytorycznej nad całością prac czuwali: ks. prof. Julian Warzecha i ks. prof. Antoni Tronina (Stary Testament) oraz ks. prof. Jan Łach i ks. dr hab. Franciszek Mickiewicz (Nowy Testament).
Prace przebiegały w kilku etapach. Najpierw grono biblistów dokonywało przekładu tekstu greckiego lub hebrajskiego z tekstów źródłowych. Następnie przekład ten był opiniowany przez kilkuosobowy zespół specjalistów, a w grupach roboczych ustalano najlepsze brzmienie tekstu.
Chociaż prace nad Starym Testamentem nie zostały w 2005 roku zakończone, zdecydowano wówczas o wydaniu pierwszej części Biblii Paulistów, którą jest przekład Nowego Testamentu i Księgi Psalmów wraz ze wstępami i komentarzami. Pełne wydanie Pisma Świętego (Stary i Nowy Testament) ukazało się w listopadzie 2008 r. Wydawcą Biblii Paulistów jest Edycja św. Pawła. Tekst Biblii Paulistów stanowił też podstawę do wydania w formie odrębnej publikacji przekładu listów św. Pawła oraz edycji NT przeznaczonej dla młodzieży.
W 2012 ukazała się też wersja audio zatytułowana „Wiara rodzi się ze słuchania”, w której teksty Nowego Testamentu czytają Andrzej Kozioł, Zbigniew Moskal, Rafał Porzeziński oraz Wojciech Żołądkowicz, a wprowadzenia do poszczególnych ksiąg przygotował Waldemar Chrostowski.
W 2014 r. ukazała się wersja audio z tego samego cyklu, zawierająca księgi Starego Testamentu na 6 płytach CDMP3. Teksty czytają: Dariusz Kowalski, Andrzej Kozioł, Andrzej Mastalerz, Zbigniew Moskal, Rafał Porzeziński, Wojciech Żołądkowicz. Wprowadzenia do poszczególnych ksiąg przygotowali: s. dr Judyta Pudełko PDDM, ks. prof. dr hab. Krzysztof Bardski, ks. dr Mirosław Jasiński, ks. dr hab. Waldemar Linke CP, abp Henryk J. Muszyński, ks. prof. dr hab. Janusz Nawrot, ks. dr Krzysztof Siwek.
Także w 2014 r. na bazie tekstu Biblii Paulistów opracowano edycję nazwaną Biblią Jubileuszową. Jest to pierwsze w Polsce tego typu kolorowe wydanie Pisma Świętego Starego i Nowego Testamentu, zilustrowane miniaturami z Biblii gnieźnieńskiej z roku 1414.
Pod koniec 2016 r. wydawca udostępnił pełne wydanie tłumaczenia w wersji elektronicznej w formie aplikacji na urządzenia mobilne oraz na stronie internetowej.

## Źródła przekładu
Za podstawę do przekładu Nowego Testamentu służyło Novum Testamentum Graece, ed. B. Aland et K. Aland, J. Karavidopoulos, C. Martini, B. Metzger, Stuttgart 1993. Tekst źródłowy dla przekładu Księgi Psalmów zaczerpnięto z Biblia Hebraica Stuttgartensia, ed. H. P. Rüger, Stuttgart 1990.

## Charakterystyka
Biblia Paulistów charakteryzuje się językiem współczesnym, dostosowanym do aparatu pojęciowego współczesnego czytelnika. Starano się ją uwolnić od form zawiłych i archaicznych, przy zachowaniu wierności wobec tekstu oryginalnego.
Pierwsze wydanie przekładu cechuje nowatorski układ tekstu. Zawiera on trzy rodzaje pomocy dla czytelnika:
- odnośniki do powiązanych fragmentów biblijnych (przydatne m.in. w skrutacji);
- przypisy umieszczone w bezpośrednim sąsiedztwie tekstu; zawierają m.in. wyjaśnienia historyczne i kulturowe;
- komentarz teologiczny na dole każdej strony.

### Recenzje przekładu
Zdaniem biblisty Michała Wojciechowskiego, Biblia Paulistów od czasu pojawienia się Biblii Tysiąclecia i Poznańskiej stanowi najważniejsze wydarzenie na polu polskich przekładów biblijnych.
Piotr Włodyga, który uczestniczył w projekcie przekładu jako tłumacz i autor komentarzy, podkreśla, że Biblia Paulistów była sukcesem we współpracy biblistów i językoznawców. Był to według niego pierwszy nowoczesny przekład, w którym tak duży udział mieli językoznawcy zawodowo specjalizujący się w języku religijnym i biblijnym.
Większość krytycznych uwag pod adresem Biblii Paulistów odnosi się do wydania Nowego Testamentu i Psalmów z 2005 r. W nowszych wydaniach z 2008 i 2009 r. starano się wyeliminować zauważone usterki, co pozytywnie wpłynęło na szatę językową przekładu.
Pewne kontrowersje wzbudziły w mediach niektóre decyzje tłumaczy, np. fragment Modlitwy Pańskiej przetłumaczono następująco: I daruj nam nasze długi, jak i my darowaliśmy naszym dłużnikom. (Mt 6,12), co jest zerwaniem z tradycyjnym tłumaczeniem tej modlitwy. Przedstawiciele zespołu biblijnego twierdzili jednak, że podobne zmiany mają przybliżyć oryginalny sens Nowego Testamentu. Ewangelista Mateusz używał określenia handlowego „długi”, podczas gdy Łukasz: „winy”. Pełne wydanie ST i NT w 2008 powróciło do tradycyjnego słowa „winy”, alternatywne tłumaczenie przenosząc do przypisów.
Wiele krytycznych uwag ze strony językoznawców i czytelników padło też pod adresem przekładu Psalmów, który ukazał się wraz z wydaniem Nowego Testamentu w 2005 r. W artykule recenzyjnym O najnowszym przekładzie Psalmów językoznawca z Uniwersytetu Jagiellońskiego Marek Piela zarzucił tłumaczom Psalmów w Biblii Paulistów, że ich przekład w wielu miejscach nie jest wcale lepszy od tłumaczeń wcześniejszych, które dla czytelnika niemającego odpowiedniego przygotowania fachowego, niebędącego biblistą ani teologiem, były niezrozumiałe lub mylące, głównie z powodu dosłowności tłumaczenia, a nie, jak to się często błędnie sądzi, wskutek archaiczności języka. W uzasadnieniu tej opinii Piela przytoczył bardzo liczne, jego zdaniem, błędne decyzje tłumaczy tej części Biblii Paulistów, konfrontując je z wcześniejszymi przekładami Psalmów na język polski i angielski; autor podał też swoje propozycje przetłumaczenia wybranych fragmentów. Wiele trudności tłumaczom Psalmów sprawiło zwłaszcza właściwe oddanie sensu hebrajskich idiomów. W dalszej części artykułu recenzyjnego wskazano także i te fragmenty, w których tłumaczom Biblii Paulistów udało się odejść od dosłowności i dać przekład wierny znaczeniowo i stylistycznie. Zdecydowana większość zauważonych w recenzji błędów została poprawiona w nowym wydaniu Biblii Paulistów z 2008 r., zaś sam Piela został zaliczony w poczet komisji dokonującej rewizji przekładu.

## Stosunek tłumaczy do imienia Bożego
Tłumacze Biblii Paulistów postanowili imię własne Boga Izraela zapisywane w tekście hebrajskim jako JHWH oddawać jako „Pan” lub „Bóg”. Powołano się na:
- tradycję ukształtowaną na kilka wieków przed Chrystusem, według której podczas głośnego odczytywania tekstu biblijnego nie wymawiano imienia Bożego;
- starożytną tradycję, wedle której w greckim tłumaczeniu Starego Testamentu zwanym Septuagintą oraz w Nowym Testamencie, według tłumaczy imię Boże zostało zastąpione terminem „Kyrios” (Pan).

W niektórych miejscach gdzie występuje imię Boże JHWH zastosowano pisownię terminu „PAN” używając wielkich liter (np. Wj 3,2.4; Ps 1,2.6; Iz 1,4) i „BÓG” (np. Ps 69,7; Iz 1,24; Jr 2,19).